# Voo Air Transat 236
Em 24 de agosto de 2001 o voo Air Transat 236 operado com um Airbus A330 realizou o voo planado mais longo da história da aviação comercial a jato após ter ficado sem combustível a meio do Oceano Atlântico. O voo sem motores durou cerca de meia hora, ao longo de 120 km (65 milhas náuticas), com 306 pessoas a bordo, realizando com sucesso uma aterragem de emergência no Aeroporto das Lajes, na ilha Terceira, Açores, Portugal, sem perda de vidas. Não houve feridos, mas o avião sofreu alguns danos estruturais, tendo estourado igualmente os pneus. A maioria dos passageiros eram canadianos a visitar a Europa e portugueses que emigraram, a regressar para visitarem as suas famílias.

## Incidente
O voo 236 da Air Transat partiu do Aeroporto Toronto Pearson, em Toronto e tinha como destino o Aeroporto da Portela, em Lisboa. Às 20h20 do dia 23 de agosto, o avião decola do Aeroporto Internacional de Toronto, a previsão do tempo era boa e a rota do avião, um A330 moderno e computadorizado, foi desviada 96 km ao sul para evitar congestionamento.
A tripulação na cabine de comando realizava a checklist a cada 30 minutos, verificando o consumo de combustível. Após cinco horas de voo, o comandante Robert Piché e o copiloto Dirk De Jager recebem um alerta de temperatura de óleo baixa e pressão do óleo alta no motor de número dois. Os pilotos consideraram tal alerta como não exato, como uma falha nos sensores. Já a alta pressão é resultado de uma contaminação do óleo por combustível. Nesse momento a tripulação do Air Transat 236 entra em contacto com a equipe de manutenção da Air Transat em terra, mas estes não têm uma solução imediata para o problema.
Por volta das 05h36, mais um alerta na cabine: Fuel Imbalance, indicando que maior parte do combustível no A330 está em maior volume de um lado do que no outro. Os pilotos realizam uma alimentação cruzada, transferindo combustível de um tanque ao outro para balancear o avião. Porém, o combustível não estava indo para o tanque da asa direita e a quantidade de combustível total no jato estava consideravelmente baixa até chegar a nula no tanque direito. Com um nível tão baixo de combustível o A330 não chegaria a Lisboa e a tripulação resolve voltar.
As 05h41 a tripulação entra em contacto com o controle de tráfego aéreo para saber onde se localizava o aeroporto mais próximo. Tal aeroporto era o das Lajes, na Ilha Terceira, nos Açores, e para lá chegar o avião deveria seguir para sul. Pouco tempo depois, as leituras de combustível se deterioram o bastante a ponto do capitão declarar emergência. Logo, às 06h13, o motor direito fica sem combustível e para. A tripulação desce o avião, que agora funciona com apenas um motor, para controlar a velocidade. Dez minutos depois e o motor esquerdo do avião também para. O A330 tornara-se um enorme planador. Sem o funcionamento dos motores, a RAT (Ram Air Turbine) é acionada automaticamente para garantir o funcionamento de alguns sistemas importantes do avião. Sem motores a cabine começa a se despressurizar e o avião perde altitude drasticamente.
Às 06h27 o avião estava a 100 km do aeroporto e deveria planar por 15 minutos para tentar pousar. Nos momentos que se passaram a tripulação tentava reduzir a velocidade para pousar sem sair da pista, enquanto que em terra os serviços de emergência se alinhavam à espera do A330. Como os motores não funcionavam, a tripulação às 06h46 fez um pouso fora dos padrões, pousando o avião a alta velocidade. Após estourar os pneus, o avião finalmente para na pista. Quase não houve feridos no avião, que realizou o maior voo planado da história da aviação.

## Vítimas
Não houve mortos no maior voo planado da história, apenas pessoas com ferimentos de baixa gravidade. Todos os passageiros e tripulação do voo saíram praticamente ilesos, apesar do pouso fora dos padrões - isso é, sem uso dos motores.

## Investigação

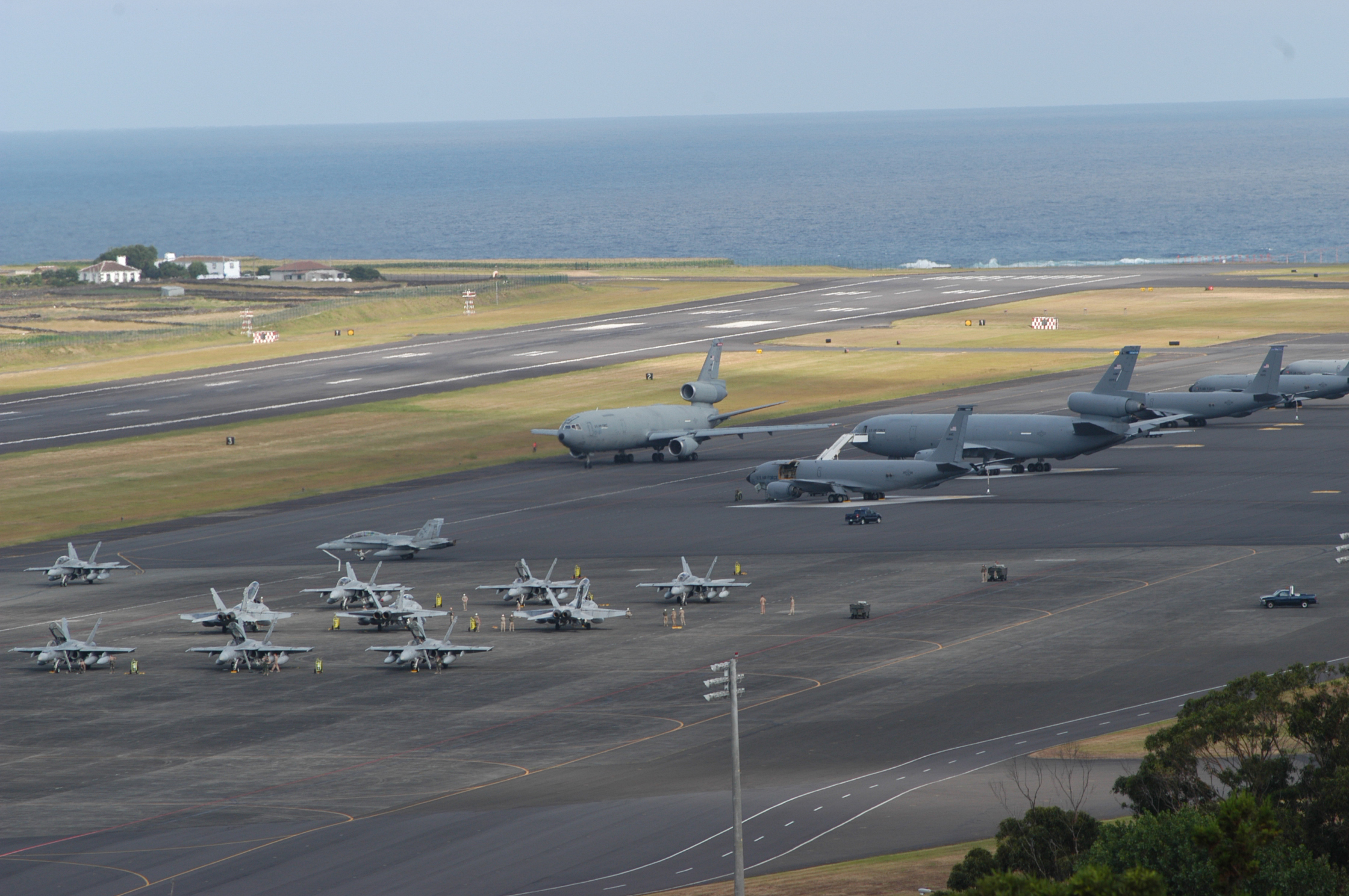
Foto da Base aérea de Lajes, nos Açores

O Gabinete de Prevenção e Investigação de Acidentes com Aeronaves (GPIAA), de autoridade portuguesa assumiu a investigação, juntamente com as autoridades francesa e canadiana. A princípio, descobre-se que os tanques de combustível do avião estavam realmente vazios e analisando o sistema de combustível do Airbus A330 descobrem uma falha atrás do motor direito: um tubo hidráulico pequeno desgastou-se contra um tubo maior de combustível até que este último se rompeu.
Verificando o registro de manutenção da aeronave, os investigadores notaram algo além: a Air Transat removera o motor direito 5 dias antes do acidente e instalara uma peça de reposição enviada pela Rolls-Royce. Investigando mais a fundo as manutenções, descobriram que a falha não era um problema de design (um tubo desgastando-se contra outro) e sim um problema de manutenção. A Rolls-Royce fornecera um motor sem conjunto da bomba hidráulica, para isso, os mecânicos usaram peças de um antigo motor; tais peças não se encaixaram corretamente e se friccionaram durante 5 dias até romper o cano de combustível sobre o Atlântico. Os investigadores tomaram nota de que o mecânico-chefe se preocupou com o problema e o relatou a seus superiores, mas estes decidiram pelo retorno da aeronave ao serviço. A diferença entre as peças era da ordem dos milímetros.
Poucos dias depois a Air Transat assumiu a responsabilidade pela falha e pagou uma multa de 250 000 dólares do Canadá, a maior já alguma vez paga por uma companhia de aviação canadiana. Ainda na investigação, as autoridades se voltam contra os pilotos, para saber se houve algum erro humano que quase fez o avião cair no oceano Atlântico. A tripulação abrira a alimentação cruzada e perderam muito combustível com isso e não fecharam a válvula para evitar a perda de mais combustível. Os avisos em relação ao óleo e ao combustível não davam informações claras sobre o que acontecia na aeronave. A tripulação acreditara que fosse erro dos sensores até perder os motores, entretanto, deveriam ter suspeitado antes ao calcular a alta perda de combustível. Apesar dos danos ligeiros ao avião, este continua em funcionamento. Os pilotos foram identificados como heróis pela imprensa do Quebeque.
O incidente também foi levado à Administração Federal de Aviação (FAA) nos Estados Unidos, forçando todos os operadores dos modelos Airbus A318-100, A319-100, A320-111, A320-200, A321-100 e A321-200 a mudar o manual de voo. A Airbus também modificou os seus sistemas de computadores; o computador de bordo agora verifica todos os níveis de combustível contra o plano de voo.

### Conclusão
A complexidade de tecnologias e sistemas do A330 e a desconfiança da tripulação nos computadores levou a leituras e procedimentos errados e a discrepância nas peças de reposição levaram ao vazamento sobre o Atlântico.
Embora houvesse uma série de outras indicações de que ocorreu uma perda significativa de combustível, a tripulação não concluiu que existia uma situação de vazamento— Relatório Final, pág. 84, Seção 3.1.12 Findings as to Causes and Contributing Factors
Ambos os erros levaram o avião a tal situação, salvo apenas por estar 100 km ao sul da rota.

## Consequências
A tripulação do voo ganhou em agosto de 2002 uma honraria da Associação dos Pilotos de Empresas Aéreas pelo mais longo voo planado já realizado em uma aeronave de passageiros.
O controlador de tráfego aéreo José Ramos, da Força Aérea Portuguesa, que guiara a aeronave para o pouso também fora premiado durante a festa de gala dos 95 anos do Aero Clube de Portugal. Após o acidente, a Airbus mudou a sua checklist no que tange a alertas de combustível e o computador dos aviões da empresa ganhou um aviso para notificar a tripulação caso esteja sendo gasto mais combustível do que o motor pode consumir. A Rolls-Royce emitiu um boletim de serviço alertando a incompatibilidade de peças praticamente iguais a fim de evitar novos erros como este.

## Dramatização
O incidente envolvendo o Airbus A330 da Air Transat foi dramatizado na série de TV de documentários Mayday, Desastres Aéreos, sob o nome (no Brasil) de 'Air Transat 236' (Flying on Empty).
Em 2010 a história do piloto Robert Piché foi retratada no filme biográfico de produção canadiana Piché: The Landing Man, onde também se vê o incidente do voo Air Transat 236.

## Ligações Externas
- Fotos de aviões da Air Transat
- Fotos do acidente no AirDisaster
- Fotos do acidente no Uol Blog
- Site da Air Transat
- Fórum de discussão sobre o voo Air Transat 236